# GT Cube
GT Cube es una videojuego de carreras de 2003 desarrollado y publicado por MTO para GameCube. Es la secuela de GT Advance 3: Pro Concept Racing. El juego fue relanzado posteriormente como GT Pro Series para Wii en 2006.

## Jugabilidad

### Modo campeonato
El modo principal de este juego. Se participa en carreras de copa clasificadas por licencia y apunta a la victoria. Un mecanismo que aumenta las piezas y los modelos utilizables en función del ranking final.
El ajuste es posible, y si se cambia el silenciador, etc., la apariencia cambiará y el rendimiento mejorará un poco. Además, se pueden personalizar 11 tipos, como el ajuste del motor y el cambio de color de la carrocería.

### Carrera rápida
Se puede disfrutar fácilmente de la carrera con autos y recorridos que se pueden usar en el modo campeonato. El contenido es similar al modo arcade de otras obras.

### Contrarreloj
Un modo en el que se selecciona un coche y un recorrido y se compite por el tiempo. Las repeticiones se pueden guardar con el mejor tiempo de vuelta y el tiempo total de 3 vueltas del 1 al 5.

### Modo VS
Es posible jugar a 4 jugadores con 1 modelo y 1 software, lo cual es raro en un juego de carreras de autos realista. En comparación con otros juegos de carreras, tiene una estructura que hace que sea relativamente difícil marcar una diferencia según el nivel, como poder establecer un hándicap.

## Características
La característica más distintiva de este juego es que adoptó el método de expresión "sombreado plano" que también se utilizó en The Legend of Zelda: The Wind Waker. Como resultado, los gráficos son diferentes a los de la serie Ridge Racer y Gran Turismo, lo que los diferencia de los juegos de carreras realistas y expresa una visión del mundo sin precedentes.
Otra gran característica junto con él es la selección de ajustes de agarre, y aunque este juego es imposible para ajustes detallados, es posible derrapar fácilmente con "RACING", que tiene un alto poder de agarre al seleccionar un modelo de automóvil (originalmente el derrape) es posible seleccionar cualquiera de las dos en la configuración "DRIFT" (aunque las especificaciones son fáciles de activar).
Además de eso, hay muchos sistemas y modos de juego heredados de GT Advance 3: Pro Concept Racing lanzado por la compañía. Hay 10 fabricantes nacionales (Toyota, Nissan, Honda, Mazda, Mitsubishi, Subaru, Suzuki, Daihatsu, ASL, Mitsuoka) y muchos de ellos aparecen en juegos de carreras Nissan Skyline GT-R y Subaru. Desde coches deportivos representado por Subaru Impreza hasta coches compactos como Toyota Vitz, y Minivan y SUV se registran.